# Hundred Miles
"Hundred Miles" és una canço tropical house del 2015 del grup barceloní Yall i de la cantant Gabriela Richardson. La cançó va ser escrita per David Borras Paronella, Joan Sala Gasol i Gabriela Richardson Torres. La cançó es va fer coneguda després que es va fer servir en un anunci publicitari del 2015 per a la marca de roba casual Desigual.
El vídeo musical es va publicar el 9 de desembre de 2015 a Vevo. Es mostren cinc joves ballant en diferentes pistes de joc mentre Gabriela actua en solitari. Al final, ella s'uneix amb els tres membres de Yall. Al febrer de 2020, el vídeo havia rebut 50 milions de visualitzacions.